# Bomber Man World
Bomber Man World (ボンバーマンワールド?, Bonbā Man Wārudo) è un videogioco d'azione sviluppato e pubblicato da Irem sotto la licenza di Hudson Soft nel 1992 per le sale giochi come parte della serie Bomberman. Rappresenta il secondo capitolo della serie ad essere uscito per arcade, preceduto da Bomberman del 1991, anche questo ad opera di Irem.
Il gioco assunse i titoli New Atomic Punk: Global Quest e Atomic Punk 2 in Nord America e New DynaBlaster: Global Quest in Europa.

## Modalità di gioco
Le meccaniche di gioco sono rimaste invariate rispetto ai precedenti capitoli tranne per alcune differenze: 
- quando tutti i nemici vengono eliminati, il giocatore passa direttamente al livello successivo
- gli oggetti raccolti nell'area esplorata vengono automaticamente perduti all'ingresso della successiva[3], riducendo così ogni volta l'inventario ad una sola bomba e facendo tornare il raggio d'esplosione e la velocità del personaggio al loro stadio normale

Sono presenti sei mondi, ognuno dei quali suddiviso in sei livelli: dopo averne superato con successo i primi cinque si avrà un round bonus, dove il giocatore deve distruggere il maggior numero di blocchi per guadagnare bonus, potenziamenti e anche vite extra. Nel sesto livello di ogni mondo si deve affrontare il boss di turno.
Inoltre è possibile giocare fino a quattro persone, sia in cooperativa nella modalità Normal che in competitiva in quella Super dove tutti saranno contro tutti.